# 기쓰이 다카히로
기쓰이 다카히로(일본어: 木匠 貴大, 1993년 4월 7일~)는 일본의 축구 선수이다.

## 구단 경력
그는 2016년 일본 풋볼 리그의 FC 오사카에 입단했다. 2022년 일본 풋볼 리그 준우승으로 J3리그로 승격했다.